# Turowice (gromada)
Turowice – dawna gromada, czyli najmniejsza jednostka podziału terytorialnego Polskiej Rzeczypospolitej Ludowej w latach 1954–1972.
Gromady, z gromadzkimi radami narodowymi (GRN) jako organami władzy najniższego stopnia na wsi, funkcjonowały od reformy reorganizującej administrację wiejską przeprowadzonej jesienią 1954 do momentu ich zniesienia z dniem 1 stycznia 1973, tym samym wypierając organizację gminną w latach 1954–1972.
Gromadę Turowice z siedzibą GRN w Turowicach utworzono – jako jedną z 8759 gromad na obszarze Polski – w powiecie koneckim w woj. kieleckim, na mocy uchwały nr 13d/54 WRN w Kielcach z dnia 29 września 1954. W skład jednostki weszły obszary dotychczasowych gromad: Turowice ze zniesionej gminy Czermno w powiecie koneckim, Starzechowice ze zniesionej gminy Ruda Maleniecka w powiecie koneckim oraz Papiernia i Sulborowice ze zniesionej gminy Machory w powiecie opoczyńskim. Dla gromady ustalono 17 członków gromadzkiej rady narodowej.
31 grudnia 1961 gromadę zniesiono, a jej obszar włączono do gromady Fałków w powiecie koneckim (wsie Turowice, Starzechowice i Sęp, przysiółki Rudzisko i Dąbrowa oraz tereny byłego folwarku Starzechowice) oraz do gromady Skórkowice w powiecie opoczyńskim (wsie Papiernia, Reczków i Sulborowice).